# جون ت نونان، الابن
جون ت نونان، الابن (بالإنجليزية: John T. Noonan, Jr.)‏ (و. 1926 – م - 17 أبريل 2017) هو محامي، وقاضي من الولايات المتحدة الأمريكية . ولد في بوسطن. كان قاضياً في محكمة الاستئناف الأمريكية للدائرة التاسعة.

## التعليم
تعلم في كلية هارفارد، وكلية هارفارد للحقوق، والجامعة الكاثوليكية الأمريكية، وكلية سانت جونز.

## مناصب وهيئات
أدار نوتردام.

## روابط خارجية
- جون ت نونان، الابن على موقع إن إن دي بي (الإنجليزية)